# Eduardo Cobián y Roffignac
Eduardo Cobián y Roffignac (Pontevedra, 19 de març de 1857 – Madrid, 20 d'abril de 1918) va ser un polític gallec, ministre de marina i d'hisenda durant la restauració borbònica.

## Biografia
Nascut a Pontevedra. Va començar els seus estudis a la seva ciutat natal, per continuar-los en el Col·legi Lliure Municipal dels Escolapis a Celanova. Després d'aconseguir el títol de batxiller va començar els seus estudis de Dret en la Universitat de Santiago. Després d'abandonar en 1874 aquesta universitat, tornaria en 1876 a la Universitat Central concloent els seus estudis en 1878. Aquest any va contreure matrimoni amb Luisa Benita Fernández de Córdoba y Romero.
En 1880 va ingressar en el Col·legi d'Advocats de Getafe on va obrir un despatx. En 1883 es va afiliar al Col·legi d'Advocats de Madrid. En 1884 intentaria aconseguir una acta de diputat per la circumscripció de Getafe sense èxit, per la qual cosa va haver d'esperar a 1886 per convertir-se en diputat pel districte d'A Cañiza. Brillant advocat, la seva fama propiciaria l'expansió del seu bufet que en 1897 ja comptava amb despatxos en Valladolid, Chinchón i Getafe arribant anys més tard a defensar Maria Cristina d'Habsburg-Lorena i al Comte de San Bernardo.
Tant en les eleccions generals espanyoles de 1893 com a les de 1896 va accedir pel districte de Xinzo de Limia com a cuner. El 1898 va canviar el Congrés per Senat, on descollà en afers relacionats amb la defensa. Va ocupar la cartera de Ministre de Marina entre 20 de juliol de 1903 i el 5 de desembre de 1903, i entre el 6 de gener de 1905 i el 23 de juny de 1905.
El 1901 va tornar al Congrés, on repetiria com a diputat per Xinzo de Limia fins a la seva mort. Després de la mort de Fernández Villaverde, els villaverdistes es van agrupar entorn del polític de Pontevedra. El grup villaverdista es va dissoldre el 17 de juliol de 1906 i alguns dels seus prohoms, com Alba, Gasset i Burell, es van integrar al Partit Liberal Fusionista.
El seu nou partit el va promoure el 1906 a la presidència de la Comissió de Pressupostos. Després del període gris que li va suposar el llarg govern d'Antoni Maura, el 9 de febrer del 1910 es va convertir a titular de la cartera d'Hisenda, que va ocupar fins al 3 d'abril de 1911. A les eleccions del 8 de maig de 1910 a més d'aconseguir la seva acta per Ginzo, va aconseguir que els seus fills Eduardo i Juan José fossin escollits per Getafe i O Barco de Valdeorras. A més, després de la seva renúncia a l'acta de Xinzo de Limia per resultar escollit simultàniament per Santa Cruz de Tenerife, va ser designat el seu secretari Francisco Barber Sánchez com a titular per aquesta circumscripció.
Entre juny i setembre de 1910, Cobián va presentar diversos projectes de reforma inspirats en les recomanacions de l'economista Flores de Lemus. Destaca el projecte de reforma dels impostos de Consums pels impostos de Consums Específics, així com un augment de la tributació del sucre que va acabar atenuant-se a causa de la pressió de les productores sucreres. A més, va reformar la Contribució d'Utilitats i va intentar introduir un impost personal sobre la renda modificant l'impost de Cèdules. A pesar que la majoria de les reformes proposades per Cobián van ser rebutjades, les modificacions aprovades van proporcionar resultats profitosos a la Hisenda Pública. Va augmentar la capacitat recaptatòria de la Contribució d'Utilitats i es va avançar en l'elaboració del cadastre.
El 3 d'abril de 1911, Cobián va abandonar el Consell de Ministres. Nomenat pocs dies després governador del Banc d'Espanya, el 2 de juny de 1913 tornà a ocupar la presidència de la Comissió de Pressupostos del Congrés. El 12 de novembre de 1913 va abandonar el càrrec de governador del Banc d'Espanya. President del Consell d'Estat entre el 31 de desembre de 1915 i el 15 de juny de 1917, va morir el 20 d'abril de 1918. El seu enterrament va congregar una infinitat de prohoms de la Restauració borbònica.